# Cemitério São Francisco de Paula
Cemitério Municipal São Francisco de Paula é a necrópole mais antiga do município brasileiro de Curitiba, estado do Paraná. Localizado no bairro São Francisco, é administrado pela Prefeitura e possui mais de 5 700 túmulos, além de uma infraestrutura com capelas mortuárias para os velórios e comércio de flores e velas.

## História
Com a criação da Província do Paraná e a proibição dos enterros junto às igrejas, determinada pela Carta Régia de 1801, houve a necessidade da criação de um cemitério controlado pela governo, portanto, no dia 1 de dezembro de 1854 foi lançado a pedra fundamental do cemitério, por Zacarias de Góes e Vasconcelos, primeiro presidente da província, no terreno adquirido do padre Agostinho Macedo de Lima. Uma razão fundamental para a criação da necrópole foi um surto de varíola, que era especialmente contagiosa durante enterros populares. Como os recursos eram escassos, as obras foram lentas e interrompidas em 1857, retomadas em várias etapas, até sua conclusão em 1866, mas o primeiro sepultamento ocorreu somente em 1 de janeiro de 1883, quando foi sepultada uma menina de nome Maria.

## Arte, passeios e jazigos

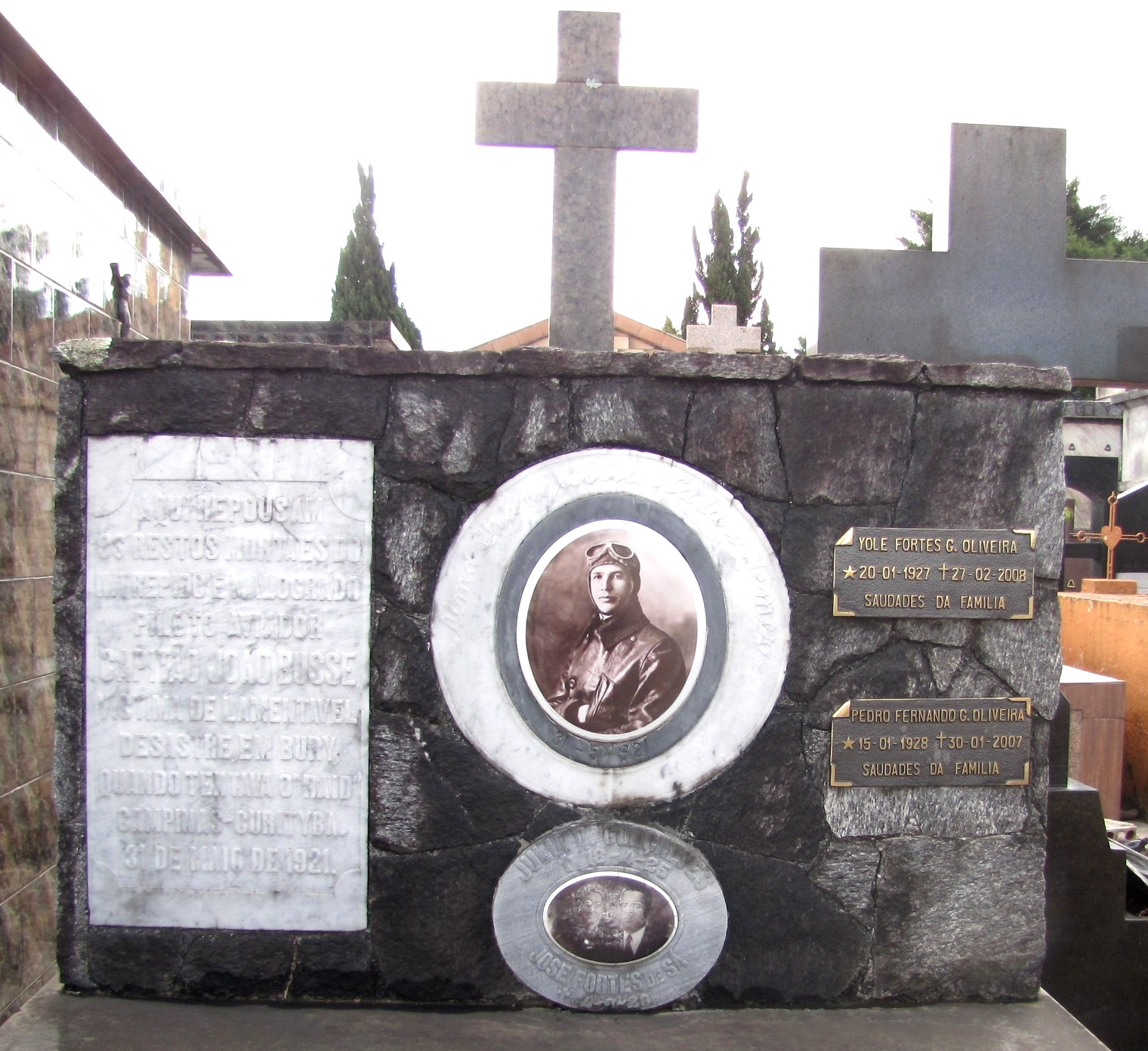
Lápide do túmulo (Qd 09, 61262 - 70856) do Capitão João Alexandre Busse.

Em meio a oitenta mil pessoas enterradas no São Francisco de Paula, encontram-se algumas das principais personalidades paranaenses, como políticos, militares, religiosos e artistas. Porém, o jazigo mais visitado é o da Maria da Conceição Bueno, considerada uma santa popular. Outra curiosidade é a sepultura do Barão do Serro Azul, construída em 1894, sem o corpo do falecido. Somente anos mais tarde o seu corpo foi transladado para o cemitério, mas não foi sepultado em seu jazigo e ainda hoje é desconhecido o local exato em que repousam seus ossos.
Conta com obras de arte, ocorrendo, vez ou outra, visitas guiadas para a contemplação da arquitetura e esculturas.
"O Cemitério Municipal São Francisco de Paula guarda dentro de seus muros uns dos mais expressivos e diversificados conjuntos arquitetônicos de Curitiba. Entre suas edificações, estão construções que datam do final do século XIX até os dias atuais, demonstrando a influência de diversas correntes arquitetônicas." 

## Sepultamentos notórios
Como primeira necrópole da cidade, encontram-se no São Francisco de Paula alguns personagens de grande influência, tanto para a cidade de Curitiba como o estado do Paraná. Para além destas, o cemitério é uma das grandes referências em obras de arte e arquitetura para a cidade.
| Nome                              | Observações | Falecimento | Localização  | Ref.   |
| --------------------------------- | --- | ----------- | ------------ | ------ |
| Gustavo Kopp                      | Artista | 20/02/1933  | Q12 R8 L44   | [ 11 ] |
| Miguel Bakun                      | Pintor | 14/02/1963  | Q13 R9 L10   | [ 11 ] |
| Guido Viaro                       | Pintor | 1971        | Q37 R24 L10  | [ 11 ] |
| Waldemar Freyesleben              | Artista |             | Q46 R28 L53  | [ 11 ] |
| Alceu Chichorro                   | Jornalista, Chargista e "Cadeira 42" da Academia Paranaense de Letras                                                |             | Q55 R34 L37  | [ 11 ] |
| Alfredo Andersen                  | Artista | 09/08/1935  | Q107 R68 L14 | [ 11 ] |
| Violeta Franco                    | Artista |             | Q107 R69 L50 | [ 11 ] |
| Emiliano Perneta                  | Poeta e Advogado | 19/01/1921  | Q28 R16 L50  | [ 11 ] |
| Francisco Negrão                  | Intelectual |             | Q10 R7 L38   | [ 11 ] |
| Mariana Coelho                    | Escritora | 29/11/1954  | Q42 R26 L33  | [ 11 ] |
| Helena Kolody                     | Poetisa | 15/02/2004  | Q58 R36 L16  | [ 11 ] |
| Victor Ferreira do Amaral e Silva | Médico, político, fundador da Universidade Federal do Paraná                                                         | 02/02/1953  | Q61 R41 L1   | [ 11 ] |
| Dario Persiano de Castro Vellozo  | Escritor | 28/09/1937  | Q44 R27 L32  | [ 11 ] |
| Júlia Wanderley                   | Professora | 18/04/1918  | Q61 R43 L9   | [ 11 ] |
| Emílio de Meneses                 | Jornalista e poeta                                                                                                   | 06/06/1918  | Q106 R64 L55 | [ 11 ] |
| Euclides Bandeira                 | Jornalista | 26/08/1947  | Q43 R29 L48  | [ 11 ] |
| Bento Antonio de Menezes          | Maestro |             | Q10 R7 L37   | [ 11 ] |
| Augusto Stresser                  | Compositor, jornalista e artista plástico                                                                            | 18/11/1918  | Q12 R8 L45   | [ 11 ] |
| Raul Messing                      | Músico |             | Q36 R21 L34  | [ 11 ] |
| Bento Mossurunga                  | Maestro, musicista e compositor                                                                                      | 23/10/1970  | Q46 R28 L27  | [ 11 ] |
| Stellinha Egg                     | Atriz e cantora | 17/06/1991  | Q48 R30 L31  | [ 11 ] |
| Bianca Bianchi                    | Musicista |             | Q58 R35 L1   | [ 11 ] |
| Benedito Nicolau dos Santos       | Compositor, escritor, teatrólogo                                                                                     | 09/10/1956  | Q98 R59 L3   | [ 11 ] |
| Ivo Rodrigues                     | Cantor | 08/04/2010  | Q102 R62 L41 | [ 11 ] |
| Nhô Belarmino & Nhá Gabriela      | Dupla Sertaneja | 1984 e 1996 | Q108 R65 L36 | [ 11 ] |
| Antônio Melillo                   | Professor, Pianista, Compositor e regente                                                                            | 1966        | Q121 R75 L27 | [ 11 ] |
| Carlos Cavalcanti de Albuquerque  | Governador do Paraná, General, deputado e senador                                                                    | 23/02/1935  | Q1 R1 L4     | [ 11 ] |
| João Moreira Garcez               | Prefeito de Curitiba e deputado federal                                                                              | 19/03/1957  | Q10 R4 L1    | [ 11 ] |
| Ney Braga                         | Governador do Paraná, Prefeito de Curitiba e Ministro da Agricultura                                                 | 16/10/2000  | Q26 R15 L1   | [ 11 ] |
| Cândido Ferreira de Abreu         | Prefeito de Curitiba, Senador e Tenente-coronel de artilharia                                                        | 22/02/1918  | Q34 R31 L20  | [ 11 ] |
| Erasto Gaertner                   | Prefeito de Curitiba, Deputado Federal, idealizador do Hospital Erasto Gaertner                                      | 19/05/1953  | Q49 R31 L12  | [ 11 ] |
| Vicente Machado da Silva Lima     | Presidente do Estado do Paraná                                                                                       | 03/03/1907  | Q57 R4 L20   | [ 11 ] |
| Eurides Cunha                     | Prefeito de Curitiba e Presidente do Estado do Paraná                                                                | 26/06/1955  | Q69 R4 L20   | [ 11 ] |
| Caetano Munhoz da Rocha           | Presidente do Estado do Paraná e Prefeito de Paranaguá                                                               | 23/04/1944  | Q71 R55 L7   | [ 11 ] |
| Bento Munhoz da Rocha             | Governador do Paraná, professor, engenheiro e escritor                                                               | 12/11/1973  | Q71 R55 L7   | [ 11 ] |
| Marins Camargo                    | Senador do Paraná | 12/04/1962  | Q71 R53 L6   | [ 11 ] |
| Alencar Guimarães                 | Senador, deputado federal e estadual                                                                                 | 09/09/1940  | Q73 R54 L6   | [ 11 ] |
| Heitor Stockler de França         | Industrial, fundador da Federação das Indústrias do Estado do Paraná e "Cadeira 36" da Academia Paranaense de Letras | 11/01/1975  | Q135 R82 L8  | [ 11 ] |